# John Boutté
 (mai 2020).
John Boutté, né le 3 novembre 1958, est un chanteur américain de jazz basé à La Nouvelle-Orléans en Louisiane. Il joue différents styles musicaux tels que le jazz, le R&B, le gospel, le blues et les genres latino-américains. Il est le frère cadet de la chanteuse de jazz et gospel Lillian Boutté.
En 2003, il écrit Treme Song (dans son album Jambalaya) qui sera la musique du générique de la série HBO Treme dans laquelle il fait plusieurs apparitions.
Ces dernières années, il forme un duo avec le chanteur et guitariste Paul Sanchez, artiste reconnu aux États-Unis.

## Discographie

### Albums
- 1993: Through the Eyes of a Child (Dinosaur)
- 1997: Scotch and Soda
- 1998: Friends
- 2001: At the Foot of the Canal Street (Valley Entertainment)[4]
- 2003: John Boutté & Uptown Okra / Carry Me Home (Boutteworks)
- 2003: Jambalaya (Bose)
- 2007: John Boutté and Conspirare (Independent)
- 2008: Good Neighbor (Independent)
- 2009: John Boutté and Paul Sanchez / Stew Called New Orleans (Threadhead)